# Flugplatz Stockholm-Barkarby

i7
i11
i13
Der Flugplatz Stockholm-Barkarby (auch Hägerstalunds Flugfeld oder Barkarby Flygstation, ICAO-Code: ESKB) war bis 1974 ein Luftwaffenstützpunkt in der Gemeinde Järfälla etwa 18 Kilometer nördlich der schwedischen Hauptstadt Stockholm. Er war einer der ältesten Flugplätze in Schweden. Im Juni 2010 wurde er geschlossen.

## Geschichte
Die Wiese bei Barkarby wurde erstmals 1913 als Übungsfeld für Armeeflieger erwähnt. Die schwedische Luftwaffe nutzte den Flugplatz bis 1974, wobei er ab 1936 der Stützpunkt des Geschwaders F8 Barkarby war. In den 1950er-Jahren baute die schwedische Luftwaffe (Flyvapnet) mittig eine unterirdische Flugzeugkaverne (Berghangar), um darin rund 50 Kampfflugzeuge unterzubringen. So betrieb die Luftwaffe aus der Kaverne ihre J-34 Hunter und J-35 Draken. In den 70er-Jahren verließ sich die Luftwaffe mehr auf ihr BAS 60-Konzept mit den verstreuten  Behelfspisten. Nach der Auflösung des Geschwaders 1974 wurde der Flugplatz nur noch zivil genutzt, aber das Gelände blieb Militärbesitz.
Neben der militärischen Nutzung fand bereits ab 1919 durch P O Flygkompani ziviler Flugbetrieb statt. Ab 1928 war Barkarby neben Malmö/Bulltofta und Stockholm/Bromma einer von drei Flughäfen mit regelmäßigen Auslandsverbindungen.
Ab 2007 gehörte der Flugplatz der Gemeinde Järfälla, war jedoch bis zur Schließung 2010 an den Barkarby Flygklubb verpachtet.
Auf dem Flughafen wurde 1976 das Bild für das Cover des ABBA-Albums Arrival fotografiert, in dem die Gruppe in einem Hubschrauber-Cockpit sitzt.